# 亚历克斯·焦尔杰蒂
亚历克斯·焦尔杰蒂（義大利語：Alex Giorgetti，1987年12月24日—），意大利男子水球运动员。他曾代表意大利国家队参加2012年夏季奥林匹克运动会男子水球比赛，获得一枚银牌。